# Lago Hawea
El lago Hawea (Lake Hawea en inglés) es un lago situado en la región de Otago en la isla Sur de Nueva Zelanda.
Está a una altitud de 348 metros y cubre un área de unos 141 km², es de 392 m en su parte más profunda. Su nombre es maorí  y se cree que es el nombre de una tribu local aunque el significado exacto es incierto.
En 1958 el lago fue elevado 20 metros artificialmente para almacenar más agua para una mayor generación de energía hidroeléctrica.
Se encuentra en un valle glacial formado durante la última edad de hielo y es alimentado por el río Hunter. 
El lago es un popular destino turístico y es muy bien utilizado en el verano para la pesca, canotaje y natación. Las montañas cercanas y sus caudalosos ríos permiten el turismo de aventura durante todo el año con motos de agua y esquí en instalaciones cercanas.

## Enlaces externos

Panorama del lago